# Cercle de l'aviron de Nantes
 (janvier 2013).
Si vous disposez d'ouvrages ou d'articles de référence ou si vous connaissez des sites web de qualité traitant du thème abordé ici, merci de compléter l'article en donnant les références utiles à sa vérifiabilité et en les liant à la section « Notes et références ».
Le Cercle de l'Aviron de Nantes (CAN) est un club d'aviron de la ville de Nantes.

## Histoire
Fondé le 13 février 1897, le club a pour siège le quai de Versailles, au bord de l'Erdre à Nantes. À l'époque, seul quatre clubs d'aviron existent dans la région (à Orléans, Tours, Saumur et Angers). Le 20 mai 1910, les statuts du Cercle sont adoptés. Le club s'appelle alors le Cercle Aviron du Tourisme et des Sports Nautiques. En 1912, le Cercle se déplace d'environ un kilomètre en amont, pour emménager sur le boulevard Van Iseghem. Les bâtiments sont gracieusement donnés par Albert Legendre, membre du club. En 1986, le CAN se déplace de nouveau, cette fois ci, sur la berge opposée : rue d'Alsace. Le club n'a plus déménagé depuis cette date.
En 2010, 2013, 2014, 2015, 2016 et 2017 le Cercle termine premier du classement général des clubs français.

## Classement
|                                                                  | 2010 | 2011 | 2012 | 2013 | 2014 | 2015 | 2016 | 2017 | 2018 | 2019 |
| ---------------------------------------------------------------- | ---- | ---- | ---- | ---- | ---- | ---- | ---- | ---- | ---- | ---- |
| Classement général                                               | 1    |      |      | 1    | 1    | 1    | 1    | 1    | 3    | 7    |
| Classement masculin                                              |      |      |      |      |      |      |      |      | 8    | 10   |
| Classement féminin                                               |      |      |      |      |      |      |      |      | 3    | 3    |
| Classement jeunes                                                |      |      |      |      |      |      |      | 15   | 10   | 4    |
| Classement Mer                                                   |      |      |      |      |      |      |      |      |      | -    |
| Sources: Classements annuels de la fédération française d'aviron |      |      |      |      |      |      |      |      |      |      |